# هنري مان
هنري مان (بالإنجليزية: Henry Mann)‏ هو اقتصادي ورياضياتي أمريكي، ولد في 27 أكتوبر 1905 في فيينا في النمسا، وتوفي في 1 فبراير 2000 في توسان في الولايات المتحدة.